# Elduain
Elduain – gmina w Hiszpanii, w prowincji Guipúzcoa, w Kraju Basków, o powierzchni 25,07 km². W 2011 roku gmina liczyła 231 mieszkańców.